# Staffan Norlind
Ernst Gudmund Staffan Norlind (* 14. Juni 1909 auf Schloss Borgeby, Lomma bei Lund; † 9. April 1978 ebenda) war ein schwedischer Maler und Musiker.

## Leben
Staffan Norlind wurde 1909 als Sohn des Malers Ernst Norlind und seiner Frau Hanna Larsdotter geboren auf Schloss Borgeby, gelegen bei Lund in der südschwedischen Provinz Schonen (Skåne). Nach der Schulzeit an der Schule des Doms in Lund hatte er eine musikalische Ausbildung (Kompositionslehre, Piano) in Lund, Kopenhagen, Stockholm und Dresden. Es folgten Studien zu Malerei, Skulptur und Keramik bei Carl Wilhelmson an der Valand Kunstschule in Göteborg, Académie Libre in Stockholm, der Académie Scandinave in Paris und der Skånska målarskolan in Malmö.
Mehrfache Studienreisen führten ihn durch halb Europa, etwa nach Holland, Belgien, Frankreich, Deutschland und Italien sowie in die anderen skandinavischen Länder. Er war Mitglied in der Entomologischen Gesellschaft Schwedens und im Kunstverein Schonens. Norlind war Maler abstrakter Motive, ebenso fertigte er Skulpturen und Kleinplastiken, kleinere Fantasiefiguren.
Norlind hatte ständig unter dem Vergleich mit seinem Vater zu leiden. Psychische Erkrankungen begleiteten ihn seit seiner Jugend, nach einer Vielzahl von Therapien gab er 1949 die Zustimmung zu einer Lobotomie. Diese Operation beendete die Möglichkeiten eines kreativen Lebens. Norlind starb 1978 auf Schloss Borgeby.